# Габбе, Пётр Андреевич
Пётр Андреевич Габбе (1799 — после 1841) — русский писатель и поэт; участник Отечественной войны 1812 года.

## Биография
Пётр Габбе родился в 1796 году в семье коллежского советника Андрея Андреевича Габбе. С раннего детства находился под особенным покровительством цесаревича Константина Павловича, называвшего его «своим Петрушей»; его знала также и даже носила на руках российская императрица Мария Фёдоровна (жена Павла I Петровича).
По окончании Первого кадетского корпуса, он служил в лейб-гвардии Литовском полку и в чине штабс-капитана командовал 5-й мушкетерской ротой.
Принимал участие в Отечественной войне 1812 года.
Согласно отзывам современников, по своим нравственным качествам, уму и образованию Пётр Габбе занимал выдающееся положение среди полковых товарищей, уважавших его за смелость и благородный образ мыслей. Научная любознательность Габбе в связи с любовью к чтению, открытое порицание господствовавшей тогда палочной системы воспитания солдат и попытки защитить их навлекли на него подозрение в политической неблагонадежности.
С июля 1822 года за ним был учрежден тайный полицейский надзор, продолжавшийся до февраля 1823 года, когда «за дерзкие суждения о высших себя в чине и даже о начальниках своих» Габбе был разжалован в солдаты с зачислением в Волынский пехотный полк. 18 сентября того же года он получил прощение, с возвращением чинов и с оставлением в Волынском полку, из которого вскоре перевелся в 49-й егерский полк, а в марте 1826 года уволен в отставку с запрещением въезда в Санкт-Петербург, Москву и Варшаву. Запрет этот был, по всей вероятности, вызван причастностью Габбе к делу декабристов, о чём сохранилось известие в записках И. И. Горбачевского — одного из членов «Общества соединённых славян».
В 1826 году он получил место главного управляющего обширных имений Л. А. Нарышкина в Тамбовской и Саратовской губерниях. Находясь под надзором полиции, он проживал сперва в селе Березовке Саратовской губернии, а потом в киевском имении жены Нарышкина.
Живя в деревне, Габбе свой досуг посвящал литературе, чтению и переписке с друзьями, к числу коих принадлежал и поэт кн. П. А. Вяземский, с которым он познакомился ещё в польской столице.
Довольно большая его библиотека состояла из французских, немецких, итальянских, английских, русских и польских книг. Габбе помещал свои стихотворения и прозаические статьи в разных журналах. Ценителем его литературных трудов был князь П. А. Вяземский, приезжавший к нему и в Березовку. Когда Габбе приехал однажды под чужим именем в Москву, Пётр Вяземский познакомил его с Александром Пушкиным.
В 1833 году у Габбе диагностировали серьёзное психическое расстройство и он был отправлен в город Николаев. По ходатайству Льва Нарышкина и графа Михаила Воронцова император Николай I дозволил Габбе отправиться за границу «с тем, чтобы впредь не въезжать в Россию ни под своим, ни под чужим именем».
Дальнейшая судьба Петра Андреевича Габбе неизвестна.

## Избранная библиография
- "Биографическое похвальное слово г-же Сталь-Гольштейн", СПб., 1822 г. (Вяземский напечатал отзыв об этом сочинении в «Сыне Отечества», 1822 г., № 29);
- "Байрон в темнице", элегия (Сын Отечества, 1822 г., № 43, за подписью Г.б.е., Варшава);
- "О способности говорить и молчаливости (Московский Телеграф, 1825 г., № 21);
- "Брату на Кавказ", стихотворение (там же, № 22);
- "Песня", стихотворение (там же, №24);
- "Прогулка за Днепром" (там же, 1827 г., №№ 4 и 5);
- Отрывки из поэмы Т. Мура: "The loves of the Angels". Перевод с английского, там же, 1828 г., № 17);
- "Поэзия", стихотворение (Подснежник, 1830 г.).